# Klaus Nieding
Klaus Nieding (* 1964 in Rheinbach) ist ein deutscher Jurist und Rechtsanwalt. Sein Schwerpunkt liegt im Bank- und Kapitalmarktrecht, Aktienrecht sowie Gesellschaftsrecht.

## Werdegang
Klaus Nieding studierte Rechtswissenschaften an der Ruhr-Universität Bochum und erhielt während seines Studiums ein Stipendium des Instituts für Begabtenförderung der Konrad-Adenauer-Stiftung. Von 1989 bis 1992 war er Lehrbeauftragter der Fachhochschule für öffentliche Verwaltung Nordrhein-Westfalen. Nach einer Tätigkeit als Assistent des Delegierten der Deutschen Wirtschaft in Washington, D.C. wurde er Justiziar und Syndikusanwalt bei der Allianz Kapitalanlagegesellschaft mbH in Stuttgart. Von dort wechselte er als Rechtsanwalt in das Frankfurter Büro einer Großkanzlei, bevor er zusammen mit seinem Partner Rechtsanwalt Peter Barth eine eigene Sozietät gründete. Mit der Zulassung der Rechtsanwalts-Aktiengesellschaft als Berufsausübungsgesellschaft wechselte die Sozietät die Rechtsform und firmiert seit dem Jahr 2001 als erste reine Rechtsanwalts AG. Im Jahr 2008 wurde Nieding vom Vorstand der Rechtsanwaltskammer Frankfurt am Main zum Fachanwalt für Bank- und Kapitalmarktrecht ernannt. Im gleichen Jahr wurde er Mitglied des Prüfungsausschusses der Rechtsanwaltskammer Frankfurt für den Fachanwalt Bank- und Kapitalmarktrecht, seit 2015 ist er Ausschussvorsitzender. Seit 2011 bekleidet Nieding das Amt des Vizepräsidenten der Deutschen Schutzvereinigung für Wertpapierbesitz (DSW), nachdem er bereits 1994 zum Landesgeschäftsführer der DSW in Hessen, später zusätzlich auch in Rheinland-Pfalz und dem Saarland, bestellt worden war. 2019 wurde Nieding nebenamtlicher Dozent an der Frankfurt School of Finance & Management. Auf dem Bundesjägertag in Fulda am 16. Juni 2023 wurde Nieding zum Mitglied des Geschäftsführenden Präsidiums und Schatzmeister des Deutschen Jagdverbandes gewählt.